# メリマック (ニューハンプシャー州)
メリマック （英: Merrimack）は、アメリカ合衆国ニューハンプシャー州のヒルズボロ郡にある町。人口は2万6632人（2020年）。2013年、CNNの雑誌「マネー」から国内で住みたい場所の第23位に挙げられた。
町の中にメリマック・ビレッジ（元はスーヒガン・ビレッジ）、ソーントンズフェリー、リーズフェリー、サウスメリマックの4つのビレッジがある。

## 歴史

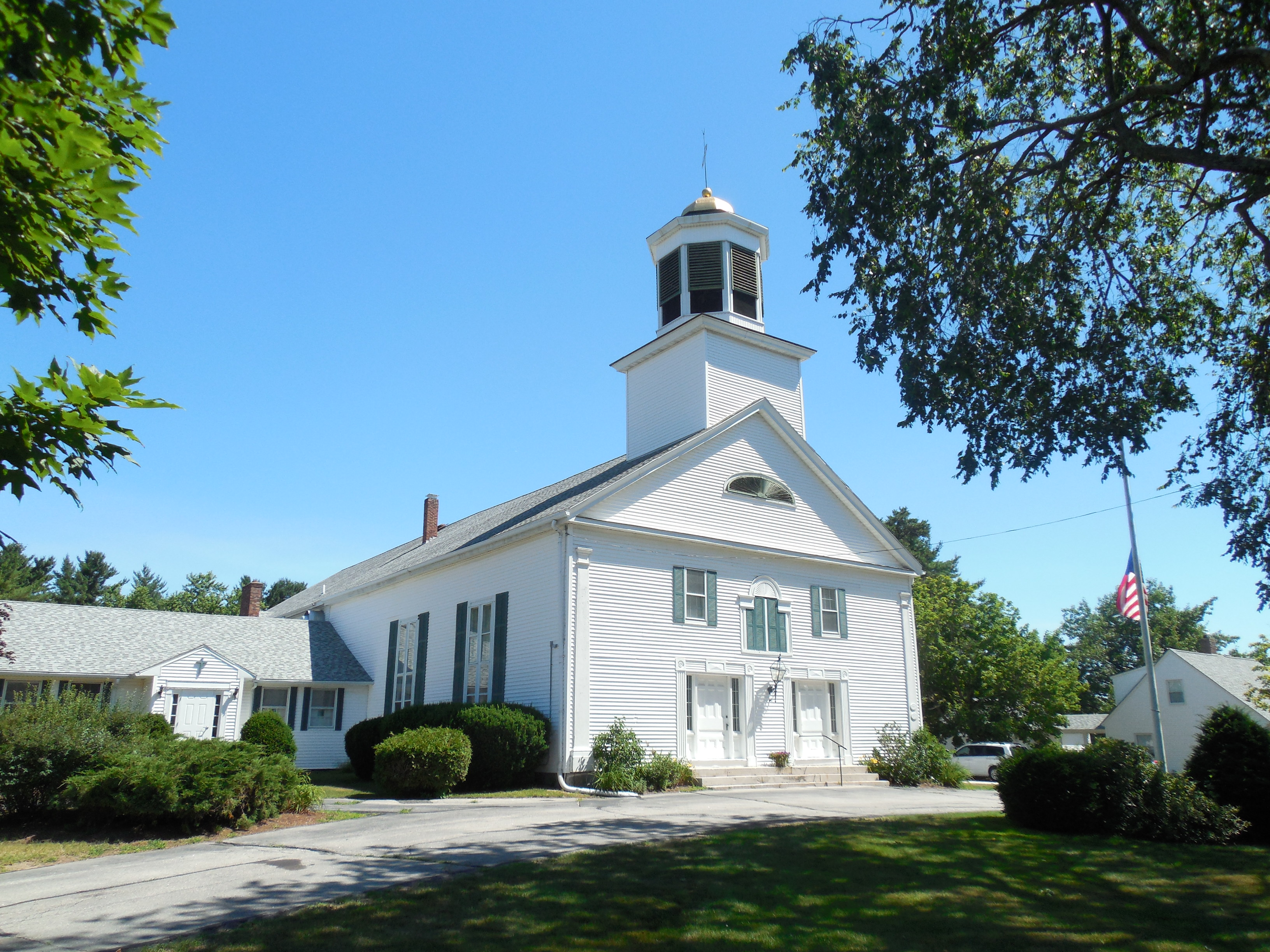
第一会衆派教会

メリマックとなった地域の最初の入植者は最終氷河期の後のいずれかの時代に現れていた。最初のヨーロッパ人開拓者は、17世紀にニューハンプシャー植民地とマサチューセッツ湾植民地の間で論争が続いていた時に入って来た。
「メリマック」という言葉は、魚のチョウザメを意味するインディアンの言葉である。ペナクック族インディアンが、メリマック川にチョウザメがたくさん居たので、この川にメリマックと名付けた。ペナクック族は、Monnomoke あるいは Merramake と綴っていた。メリマック歴史協会によれば、町が法人化されたときに川の名前から命名し、Merrymac と綴った。
メリマックは公式には1746年に法人化された。この年が設立年と見なされているが、現在の町域で南部（主にソーントンズフェリーと呼ばれる場所）のみが最初の町に含まれており、北部（主にリーズフェリーと呼ばれる場所）はその数年後に追加された。
アメリカ独立宣言の署名者マシュー・ソーントンがメリマックで生活し、埋葬された。署名者の家屋とマシュー・ソーントン墓地が現在も町内にある。
ボストン・アンド・メイン鉄道が19世紀に町を通る路線を敷き、20世紀半ばまで幾つかの駅を運営していたが、自動車の出現により、それまで大半が農業の町を、ボストンおよびニューハンプシャー州の近郷市のベッドタウンに変えた。1970年からビールのアンハイザー・ブッシュが町内にある。国内では最も東にあり、また最も小さな工場である。工場見学ができる他、バドワイザー・クライズデールの厩5か所のうちの1つがここにある。
メリマック教育委員会は、1995年に「代替的生活スタイル指導の禁止」を決め、教育カリキュラムからウィリアム・シェイクスピアの作品を外したことで、全国の注目を集めた。この制度を支持した教育委員は、その後の委員選挙で落選した。

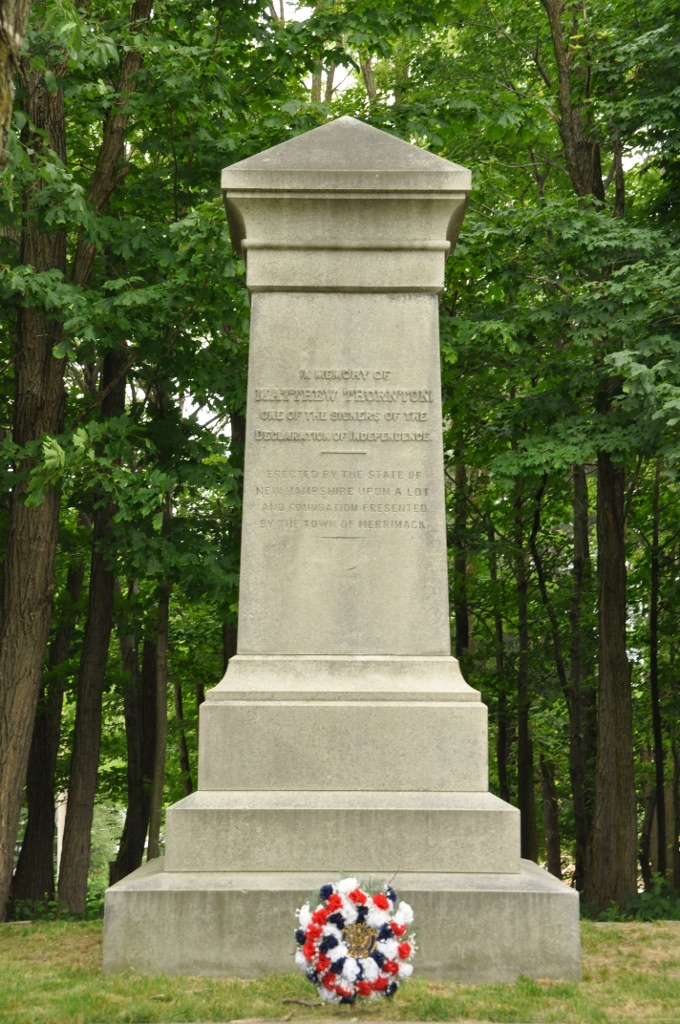
ダニエル・ウェブスター・ハイウェイ沿いのソーントンの墓

## 地理
アメリカ合衆国国勢調査局に拠れば、町域全面積は33.4平方マイル (87 km2)であり、このうち陸地32.6平方マイル (84 km2)、水域は0.8平方マイル (2.1 km2)で水域率は2.48% である。町内最高地点は町の北西部にある標高512フィート (156 m) の無名の丘である。

### メリマック町内の区域
メリマック町を造っている元の村の影響が今も残っている。しかし、20世紀後半に町が郊外地として拡張したために、その境界や正確な定義は不明である。

#### ソーントンズフェリー
町のナティクック湖とコンティネンタル・ブールバードに近い領域であり、アメリカ独立宣言の署名者マシュー・ソーントンから名付けられた。ソーントンはメリマックで生活し、ダニエル・ウェブスター・ハイウェイ（アメリカ国道3号線）とグリーリー通りの交差点に近い墓地に埋葬されている。ソーントンズフェリー小学校がキャンプ・サージェント道路沿いにある。

#### リーズフェリー
町の北部にあり、ベドフォード道路とダニエル・ウェブスター・ハイウェイの交差点周辺を中心にしている。この地域の境界は不明である。町の北西部のバブーシック湖近くは昔からリーズフェリーの一部とは見なされていない。ビレッジと定義されているが、メリマック川近くにあり、リーズフェリーの一部とみてもよいかもしれない。リーズフェリー小学校はライアンズ道路沿いにある。

#### サウスメリマック

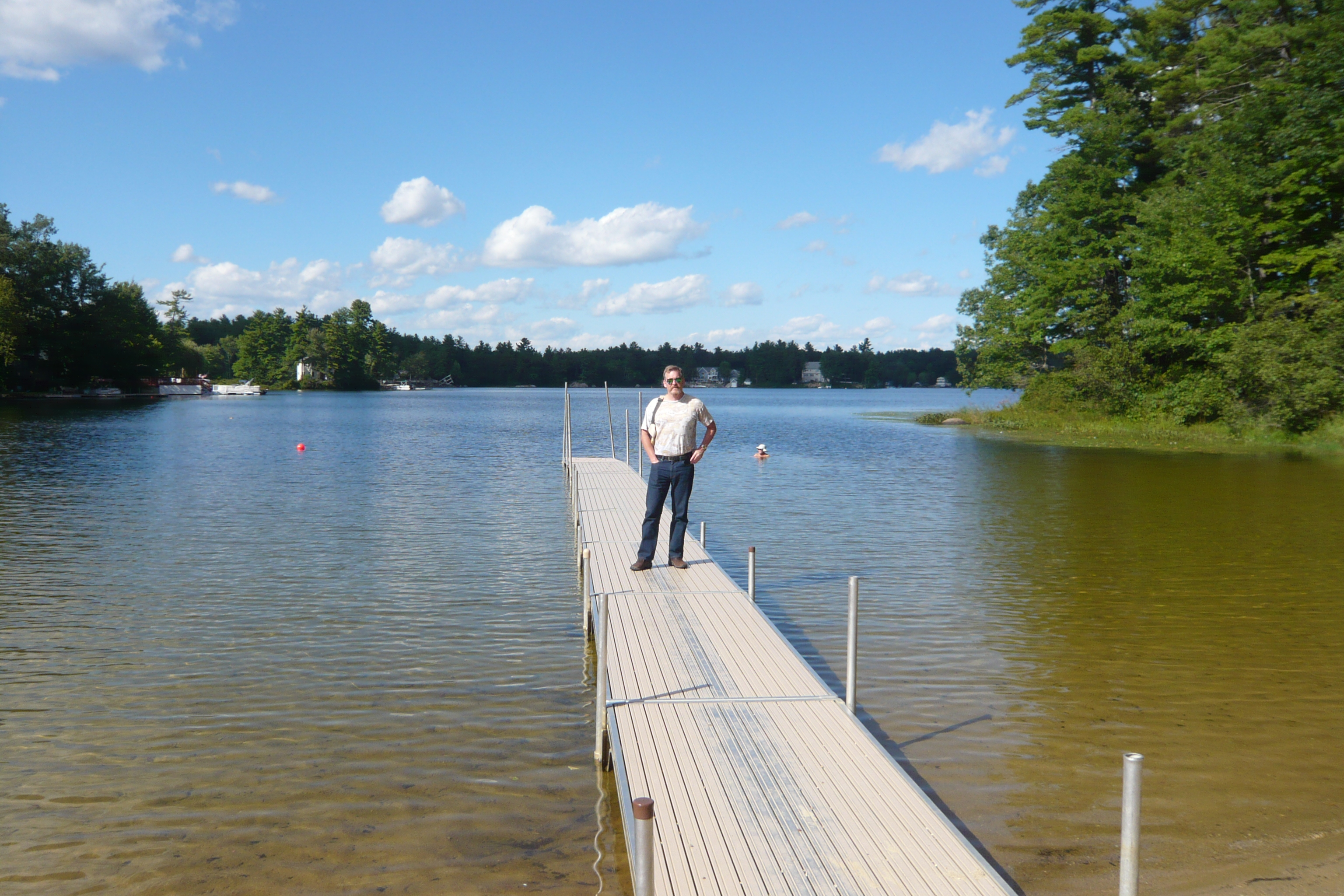
バブーシック湖

州道101号線代替路とコンティネンタル・ブールバードに沿うペニチャック広場を中心とし、通常は州道101号線代替路とボストンポスト道路に近い町の南西部と見なされている。しかしハリス池に近い町の南東部もサウスメリマックあるいはソーントンズフェリーの部分と見なされる可能性もある。

#### メリマック・ビレッジ
町の中心であり、本来メリマック・ビレッジとは呼ばれていないが、リーズフェリーとソーントンズフェリーという定義が分かりやすい地域の間の地域としてある。バブーシック湖道路とダニエル・ウェブスター・ハイウェイの交差点隅にある公共図書館を中心に考えられ、現在の町をほぼ半分に切るスーヒガン川沿いに造られている。この部分の小学校はジェイムズ・マストリコラから名付けられた。マストリコラはその市の時に土地を市に遺贈した。上と下の小学校、中学校、高校、図書館、町役場などの建物がある場所は全てマストリコラが所有していた土地である。
このビレッジはアマースト町との境界まで西に広がっていると見なされる。これは、元のタウンミーティング・ハウスがターキーヒル道路とミーティングハウス道路の交差点隅にあることにもよっている。

## 人口動態
以下は2010年の国勢調査による人口統計データである。
| 基礎データ - 人口: 25,119 人 - 世帯数: 8,832 世帯 - 家族数: 6,986 家族 - 人口密度: 297.5人/km2（770.6 人/mi2） - 住居数: 8,959 軒 - 住居密度: 106.1軒/km2（274.8 軒/mi2） 人種別人口構成 - 白人: 96.58% - アフリカン・アメリカン: 0.73% - ネイティブ・アメリカン: 0.19% - アジア人: 1.50% - 太平洋諸島系: 0.04% - その他の人種: 0.21% - 混血: 0.74% - ヒスパニック・ラテン系: 1.08% | 年齢別人口構成 - 18歳未満: 29.0% - 18-24歳: 5.8% - 25-44歳: 34.2% - 45-64歳: 24.7% - 65歳以上: 6.4% - 年齢の中央値: 36歳 - 性比（女性100人あたり男性の人口） - 総人口: 99.3 - 18歳以上: 96.7 世帯と家族（対世帯数） - 18歳未満の子供がいる: 41.9% - 結婚・同居している夫婦: 68.1% - 未婚・離婚・死別女性が世帯主: 7.8% - 非家族世帯: 20.9% - 単身世帯: 15.8% - 65歳以上の老人1人暮らし: 3.8% - 平均構成人数 - 世帯: 2.84人 - 家族: 3.19人 | 収入と家計 - 収入の中央値 - 世帯: 68,817米ドル - 家族: 72,011米ドル - 性別 - 男性: 51,725米ドル - 女性: 31,528米ドル - 人口1人あたり収入: 27,748米ドル - 貧困線以下 - 対人口: 1.9% - 対家族数: 1.2% - 18歳未満: 2.9% - 65歳以上: 3.1% |

## 経済
PCコネクションとブルックストーンがメリマックに本社を置いている。メリマック・カヌー社はメリマックで創業し、テネシー州に移った。その他の雇用主として、フィデリティ・インベストメンツ、アンハイザー・ブッシュ、BAEシステムズがある。
メリマック・プレミアム・アウトレッツは2012年にオープンした広さ56万平方フィート (52,000 m²) のショッピングセンターであり、建物12棟と駐車場を備え、エバレット・ターンパイクの10番出口近くにある。

## 教育
メリマック町内にある6つの公立学校がメリマック教育学区によって管理されている。小学校4校、中学校と高校各1校である。さらにチャータースクールのアカデミー・フォー・サイエンス・アンド・デザインが、2007年から2008年の教育年度に作られ、科学、数学、工学、デザインに特化したチャータースクールとしては州内初のものとなり、授業料が無料である。ただし、この学校はその後ナシュアに移転した。メリマック高校の運動部は、野球、ソフトボールサッカー、室内陸上、屋外陸上、クロスカントリー、スキー、バレーボール、バスケットボールなどで、州の選手権に優勝してきた。

## 年間行事
ロータリー・ナシュア・ウェスト・クラブが2003年から毎年ロックン・リブフェストを開催している。過去8年間、メリマックにあるアンハイザー・ブッシュの敷地で開催され、2012年は6月15日から17日に行われた。ニューハンプシャー州のバーベキュー選手権も行われ、30組以上の参加者の中からアメリカ合衆国北東部のベストを選ぶ。

## 政治と政府

### 州政府と連邦政府
メリマックはマンチェスターとナシュアという州内二大都市の間にある郊外町であるので、4年毎のニューハンプシャー州予備選挙ではその大きさに似合わない役割を果たしている。大統領選挙が行われる年の7月4日は、メリマックの独立記念日パレードで各大統領候補が行進したり、山車に乗ったりする。
州と連邦政府の政治において、メリマックは伝統的に共和党が優勢であり、ニューハンプシャー州議会下院では、町の代議員8議席のうち7人を共和党が占めている。現在の下院選挙区はヒルズボロ郡第21区である。

### 町の政治
メリマック町の政府は7人の委員で構成する町政委員会である。この形態は2006年5月25日に実施された住民投票で採択された。
毎年3月、町は4月の一般的住民投票にどの議題を掛けるかを決めるために、教育と一般の2つの審議会を開く。議題の1つは常に町役人の選挙であり、もう1つは予算である。予算が住民投票で認められない場合、町政委員会が新予算について緊急聴聞会を開催するか、前年の予算で進行し、当該年で問題が生じたときに修正を行う。
メリマック・ビレッジ地区管理者は、町の中心を管轄する上水道体系を管理している。

## 著名な出身者
- フォレスト・シャーマン、アメリカ海軍大将、アメリカ海軍作戦部長を務めた。
- マシュー・ソーントン、アメリカ独立宣言の署名者